# Esteban de Terreros y Pando
Esteban de Terreros y Pando (* 12. Juli 1707 in Trucíos, Vizcaya im Baskenland; † 3. Juli 1782 in Forlì) war ein jesuitischer, spanischer Philologe und Lexikograph in der Zeit der Aufklärung. Wichtige Werke waren Paläographie und sein kastilisches Wörterbuch, Diccionario castellano con las voces de ciencias y artes dessen erster Band wurde 1786 gedruckt.

## Leben und Wirken
Nach dem frühen Tod seines Vaters verließ er seine dörfliche Heimat. Doch zuvor schloss er seine Schulausbildung ab, um anschließend nach Madrid zu gehen. Dort lebte er bei seinem Onkel und begann Latein und Rhetorik zu studieren. Mit zwanzig trat er der Societas Jesu bei und legte sein Noviziat ab. In der Ordensgemeinschaft vertiefte er sein Studium der klassischen Sprachen. Später in der Jesuitenschule in Oropesa (Toledo) studierte er drei Jahre Philosophie und in der Alcalá de Henares vier der Theologie. Er lehrte dann Latein, Philosophie, Mathematik und Rhetorik am Real Seminario de Nobles gegründet von Philipp V. und am Colegio Imperial in Madrid. Später wurde er aus der jesuitischen Ordensgemeinschaft verbannt und ging nach Italien. Durch die Pragmatische Sanktion vom Jahre 1767 von Karl III. siedelte er letztlich nach Forli, wo er bis zu seinem Tode weiter studierte und schrieb.

## Werke (Auswahl)
- Conclusiones matemáticas...,  Madrid: Manuel Fernández, 1748.
- Zusammen mit Andrés Marcos Burriel, Paleografía española: con una historia sucinta del idioma común de Castilla... substituida en la obra del espectáculo de la naturaleza en vez de la paleografía francesa por el P. Esteban de Terreros y Pando, 1757.
- Paleografía española: que contiene todos los modos conocidos que ha habido de escribir en España desde su principio y fundacion hasta el presente, á fin de facilitar el registro de los Archivos, y lectura de los manuscritos, y pertenencias de cada particular; juntamente con una historia sucinta del idioma común de Caítilla y demás lenguas, ó dialectos, que se conocen como proprios en estos Reynos: substituida en la obra del espectáculo de la naturaleza en vez de la paleografía francesa, Madrid: oficina de Joachin Ibarra, 1758.
- Diccionario castellano con las voces de ciencias y artes y sus correspondientes en las tres lenguas francesa, latina e italiana... Madrid: Imp. de la viuda de Ibarra, cuatro vols. en folio: t. I, 1786; t. II, 1787; t. III, 1788; un  cuarto volumen salió mucho más tarde con el título de Los tres alfabetos Frances, Latino é Italiano con las voces... que les corresponden en la lengua Castellana. Volumen 4 de Diccionario Castellano con las voces de ciencias y artes y sus correspondientes en las tres lenguas Francesca, Latina é Italiana..., 1793. Existe edición moderna de los cuatro volúmenes, Barcelona: Arco Libros, 1987.
- Noël-Antoine Pluche, Espectaculo de la naturaleza, o Conversaciones acerca de las particularidades de la historia natural ... Parte 7a que contiene lo que pertenece al hombre en sociedad, escrito en el idioma frances por el abad M. Pluche, y traducido al castellano por el P. Estevan de Terreros y Pando, G. Ramírez, 1753–55, 16 vols. en 4.°
- Reglas, a cerca de la lengua toscana, o italiana, reducidas a método... con el fin de facilitar a los españoles el conocimiento... de este idioma. Forli: Imprenta de Achiles Marozzi, 1771.